# 奥義光
奥 義光（おく よしみつ、1949年8月24日 - ）は、日本の実業家で、東京地下鉄株式会社代表取締役社長を務めた。公益財団法人メトロ文化財団代表理事会長。

## 来歴・人物
青森県十和田市出身。1974年に早稲田大学院を修了し、帝都高速度交通営団に入団した。
2004年に常務に就任し、2007年から副社長となり、2011年に社長に就任した。前身の営団時代も含めて初の生え抜き社長となった。2017年に取締役相談役に就任した。
2021年秋に旭日重光章を受章した。

## 経歴
1974年3月 早稲田大学大学院理工学研究科（土木）修了
1974年4月 帝都高速度交通営団入団
2004年4月 東京地下鉄株式会社常務取締役
2007年6月 同社副社長
2011年6月 同社社長
2017年6月 同社社長退任、取締役相談役
2021年6月 同社相談役
2021年11月 旭日重光章（鉄道事業功労）受章
2022年 公益財団法人メトロ文化財団代表理事会長